# 今井豊茂
今井豊茂（いまいとよしげ、1964年 - ）は、歌舞伎の脚本家。新作脚本、演出の他、既存作品や復活物の脚本・補綴（ほてつ）等も手掛ける。松竹株式会社演劇部所属。大学などでの講師もつとめる。

## 来歴
1989年大東文化大学文学部卒、私立高校の国語教員を経て、奈河彰輔の指導のもとで上方歌舞伎の脚本・演出・補綴を学ぶ。
2006年4月より学習院大学基礎教養非常勤講師（日本の伝統芸能）、2016年4月より多摩美術大学美術学部 演劇舞踊デザイン学科 非常勤講師。
このほか上智大学の社会人向け講座であるソフィア・プロフェッショナル・スタディーズなどでも講師を務める。

## おもな作品
- 脚本
  - 『三国一夜譚（物語）』
  - 『NINAGAWA十二夜』
  - 『児雷也豪傑譚話』
  - 『菊薫縁羽衣』
  - 『染模様恩愛御書』
  - 『宮廷女官 チャングムの誓い』（日生劇場）
  - 『夕霧名残の正月』
  - 『スター・ウォーズ歌舞伎 ―煉之介光刃三本―』[6]
- 補綴
  - 『決闘! 高田馬場』（作：三谷幸喜）
  - 『日本むかし話』（企画：市川海老蔵、脚本：宮沢章夫、演出：宮本亞門）

## 著作
- 『あらしのよるに 歌舞伎絵本』(脚本)（作：きむらゆういち、絵：あべ弘士[7]）

## 受賞
- 2002年 大谷竹次郎賞奨励賞 - 『三国一夜物語』(脚本)（原作：曲亭馬琴、補綴・演出：奈河彰輔[8]）
- 2005年 大谷竹次郎賞 -『NINAGAWA十二夜』(脚本)（原作：ウィリアム・シェイクスピア、演出：蜷川幸雄）
- 2013年 大谷竹次郎賞 - 『新作 陰陽師 滝夜叉姫』(脚本)（原作：夢枕獏）
- 2015年 大谷竹次郎賞 - 『あらしのよるに』(脚本)（原作：きむらゆういち[9]）